# Имперский рождественский пудинг

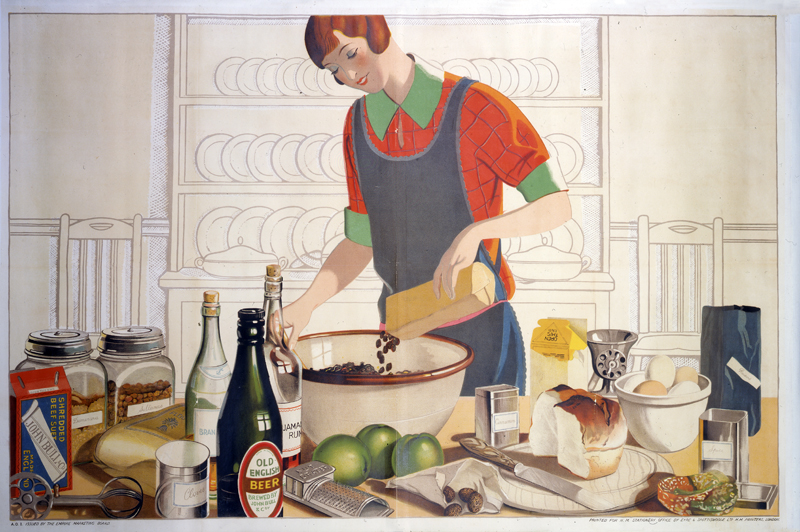
Приготовление Имперского рождественского пудинга

Имперский рождественский пудинг (англ. Empire Christmas pudding) — праздничный плам-пудинг, придуманный в 1920-х годах по рецепту кухни британской королевской семьи, в котором использовались ингредиенты из стран Британской империи, что было призвано объединять подданных Короны и стимулировать национальную гордость.

## История
Рождественский плам-пудинг (изначально так называли любой пудинг с использованием тёмных сухофруктов) произошёл от фрументи. Слово «слива» (plum) использовалось для обозначения того, что с XVIII века называлось «изюмом»; пудинг не содержит слив в современном смысле этого слова.
Когда сахар стал достаточно недорогим, чтобы даже бедные семьи могли позволить себе его, блюдо стало отчётливо сладким и превратилось в густую фруктовую кашу, похожую на хлеб или кекс, которую готовили на пару; общее название такого блюда было плам-пудинг.
Плам-пудинг стал важным символом и традицией празднования Рождества в викторианскую эпоху, отчасти из-за популярности «Рождественской песни» Чарльза Диккенса, в которой блюдо фигурировало в важной сцене, где оно «стало символизировать неудержимое ликование перед лицом трудностей», согласно Би-би-си. По словам историка Лиззи Коллингем, это было частью «изобретения Рождества [как] уютного празднования по-английски» наряду с рождественской елкой и рождественскими открытками и включало «помешивание» пудинга каждым членом семьи как ритуал, который гарантировал удачу в наступающем году.
В 1922 году Британская женская патриотическая лига провела кампанию за «Имперскую неделю шопинга» (англ. Empire shopping week), в том числе призывая домашних поваров «сделать свой рождественский пудинг „имперским пудингом“», используя ингредиенты, полученные из стран империи. В 1926 году Совет по маркетингу Империи продвигал рождественский пудинг как способ финансовой поддержки других имперских стран. Идея имперского пудинга вызвала общественный интерес, и Георг V приказал, чтобы весь королевский рождественский ужин 1926 года был приготовлен только из ингредиентов, полученных из стран империи.
Первый рецепт «[раздражал] Уэльс, Шотландию и Ирландию» и Кипр, потому что не требовалось никаких ингредиентов из этих стран. Более поздние рецепты также подвергались критике; по данным Би-би-си, во второй версии «Канада жаловалась, что её заявленный вклад составил всего пять унций измельчённых яблок; Кипр ворчал, что теперь он делит обязанности по производству бренди с Австралией, исторической Палестиной и Южной Африкой; а бедная Новая Зеландия была полностью забыта».
В 1931 году ежегодная рождественская ярмарка для Народного диспансера для больных животных прошла в Королевском Альберт-холле 24 и 25 ноября. Был представлен 10-тонный рождественский пудинг, самый большой из когда-либо созданных до того времени. Рецепт стал известен как «Рождественский пудинг империи принца Уэльского». Газета Times отметила: «Лорд-мэр Лондона пообещал осуществить первое „размешивание“. За ним последуют верховные комиссары доминионов, а затем широкая публика получит возможность размешать его». Принц Уэльский (позже Эдуард VIII) был тогда покровителем благотворительной организации PDSA. Затем пудинг был разделен на 11 208 пудингов меньшего размера, которые были распространены по всей стране.

## Популярность и важность

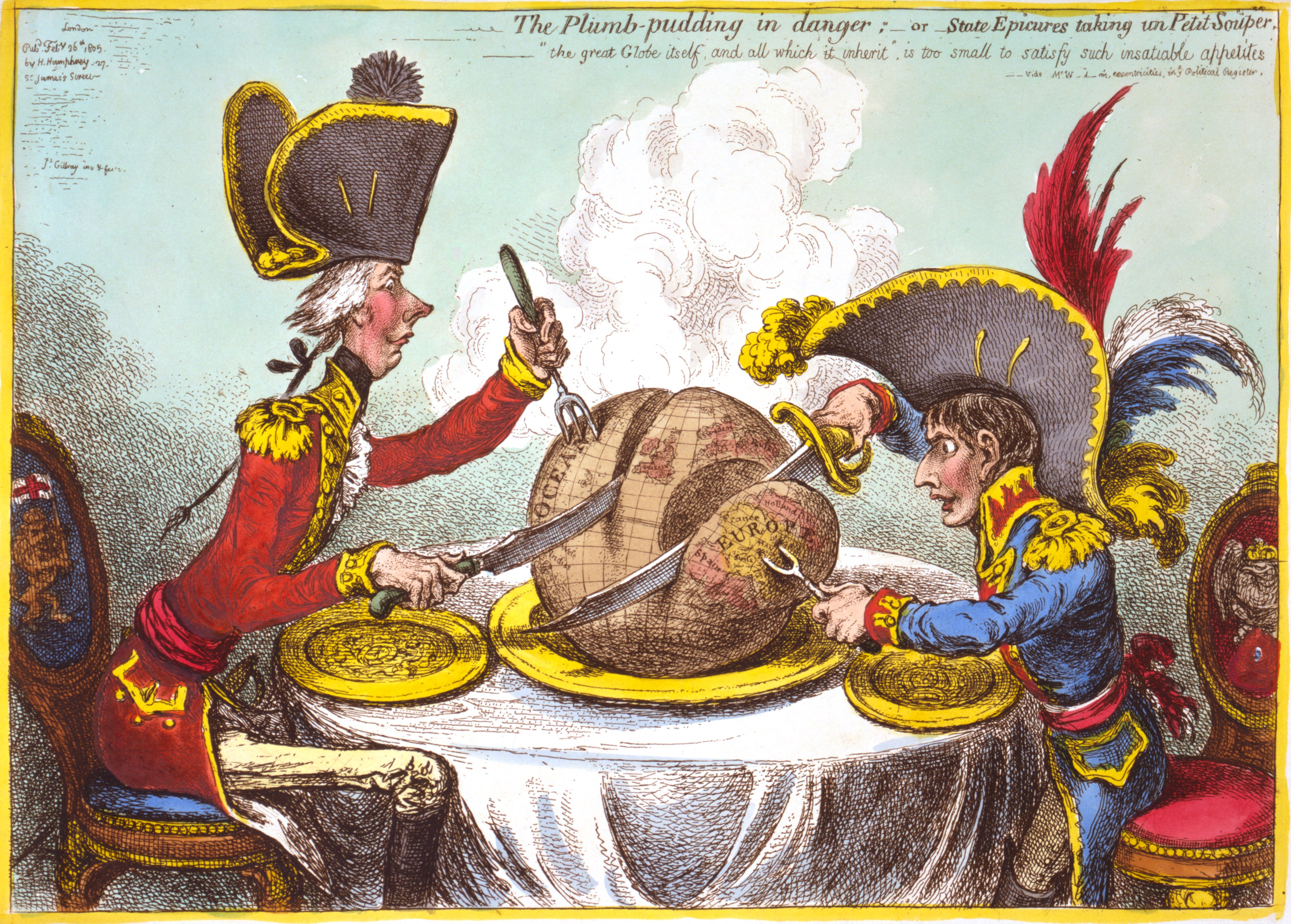
Плам-пудинг в опасности — карикатура Джеймса Гилрея, изображающая, как Уильям Питт и Наполеон Бонапарт делят Британскую империю, представленную в виде плам-пудинга

По словам социального антрополога Каори О’Коннор, этот пудинг был «в своё время самым известным пудингом в мире». По данным Би-би-си, «культурное и политическое влияние блюда вышло далеко за пределы обеденного стола», который в начале XX века был «мощным пропагандистским инструментом и хвастливым символом британского империализма» с посланием: «просто посмотрите, каких чудес мы можем достичь, когда мы все вместе».
Пудинг «символизировал империю и единство империи», поскольку для его приготовления использовались ингредиенты со всей Британской империи, включая ямайский ром, засахаренную апельсиновую цедру из Южной Африки, специи из Индии и Занзибара и австралийскую коринку, и его выпекали и торжественно преподносили королю Англии как часть рождественского ужина. По словам Коллингема, «плам-пудинг считался „истинно национальным блюдом“ не вопреки, а благодаря своим иностранным ингредиентам… Быть викторианским англичанином означало обладать силой, способной съесть весь мир».

## Разработка рецепта

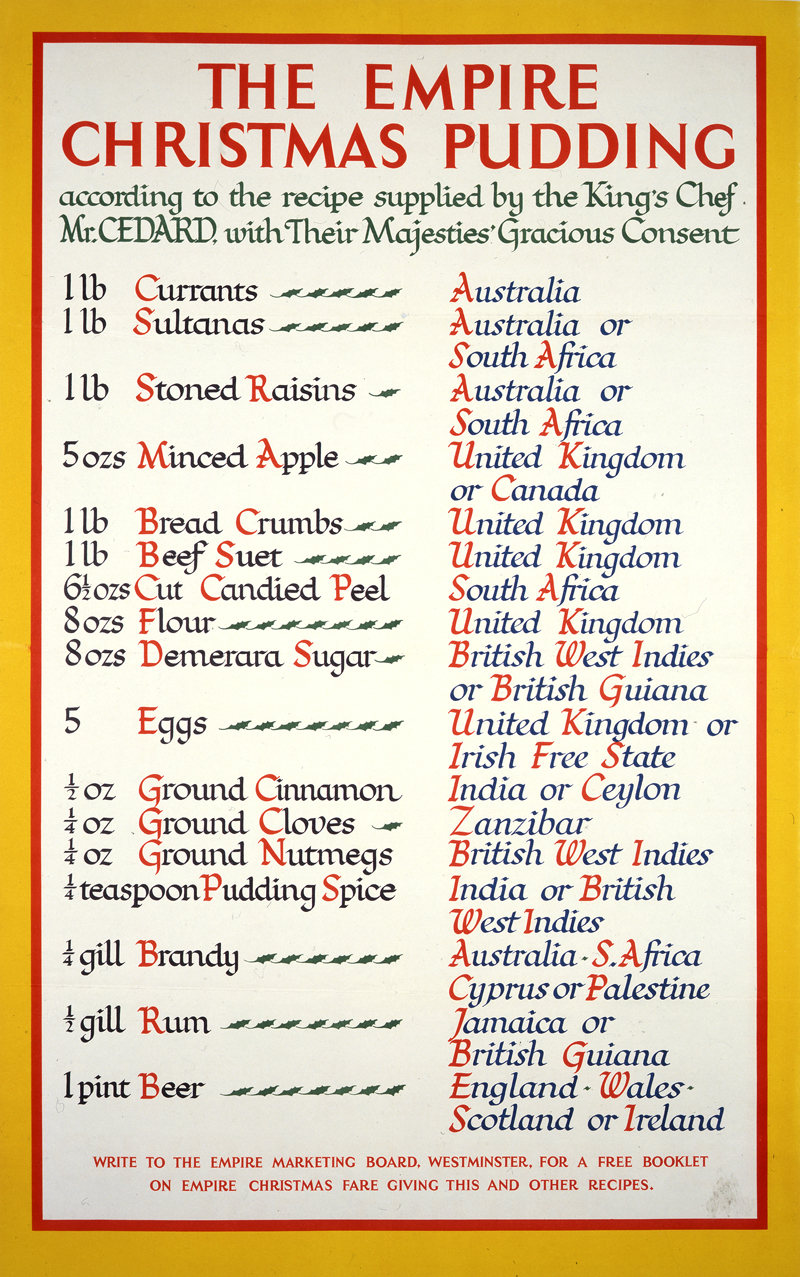
Рецепт Имперского рождественского пудинга

В 1927 году Совет по маркетингу империи (EMB) написал письмо магистру королевского двора с просьбой предоставить копию рецепта, по которому готовился рождественский пудинг для королевской семьи. Король и королева предоставили Лео Эмери, главе EMB, разрешение использовать рецепт в публикации в следующем ноябре. Его предоставил королевский шеф-повар Генри Седар. Чтобы распространить рецепт, EMB пришлось преодолеть две проблемы: размер и ингредиенты. Во-первых, оригинальный рецепт был рассчитан на 40 человек, включая всю королевскую семью и их гостей. EMB было предложено переработать рецепт так, чтобы его хватило только на 8 человек. Во-вторых, ингредиенты, используемые для приготовления пудинга, должны были быть изменены, чтобы отразить идеалы империи. Происхождение каждого ингредиента было тщательно изменено, чтобы представить некоторые из многочисленных колоний империи. Рецепт распространялся через газеты и журналы по всей Британской империи, и блюдо было представлено как «символ империи и единства империи». Целью было дать возможность людям по всей империи съесть этот пудинг на Рождество и ощутить чувство взаимосвязи.